# Chione venosa
Chione venosa là một loài thực vật có hoa trong họ Thiến thảo. Loài này được (Sw.) Urb. mô tả khoa học đầu tiên năm 1911.